# Judy Murray
Judith Mary Murray, Orden del Imperio Británico (de soltera Erskine, 8 de septiembre de 1959) es una tenista y entrenadora de tenis escocesa. Es madre de los tenistas profesionales Jamie y Sir Andy Murray y ganadora de 64 títulos en Escocia.

## Biografía
Murray nació el 8 de septiembre de 1959 en Bridge of Allan, Stirlingshire, hija de Eileen Shirley (de soltera Edney) y Roy Erskine, un óptico y exfutbolista que había jugado en el Stirling Albion en la década de 1950. Ella cuenta que mientras crecía, no había canchas de tenis cubiertas en Escocia, por lo que jugaba tenis en verano y a bádminton en invierno. Ganó 64 títulos en Escocia durante su carrera junior y senior, y decidió intentarlo en la gira profesional alrededor de 1976. Murray abandonó la idea de competir profesionalmente porque añoraba su hogar y le robaron en Barcelona. Sin embargo, había jugado contra jugadoras como Debbie Jevans y Mariana Simionescu. Murray afirma que su estilo de juego no tenía grandes tiros, pero era rápida en la cancha y leía bien el juego. Decidió ir a la Universidad de Edimburgo para estudiar francés y alemán, antes de dejar el alemán por estudios empresariales. En 1981, se graduó de la Universidad de Edimburgo y representó a Gran Bretaña en las Universiadas. Comenzó como entrenadora y fue la primera entrenadora de sus dos hijos antes de entregar las riendas a medida que florecían en sus carreras profesionales. A principios de la década de 1980, Murray vivía en el West End de Glasgow y era miembro del club Broomhill Lawn Tennis and Squash, ganó el Campeonato del Club tres veces y jugó para sus equipos (con su apellido de soltera). Sigue siendo visitante del club.
Aparte de a sus propios hijos, ha entrenado a muchos jugadores a nivel regional y nacional bajo los auspicios del órgano rector del tenis británico, la Lawn Tennis Association (LTA). En diciembre de 2011 fue elegida para liderar el equipo británico de Fed Cup como su capitana. Cuenta que aceptó el trabajo en parte para elevar el perfil de las entrenadoras y aliviar algo del sexismo que, entiende, sigue existiendo en el deporte. Renunció como capitana de la Copa Billie Jean King del Reino Unido en marzo de 2016.
A Murray se le nombró Oficial de la Orden del Imperio Británico (OBE) en el 2017 Birthday Honours por sus servicios al tenis, a las mujeres en el deporte y por su filantropía.
Es fideicomisaria de la Fundación Judy Murray, una organización benéfica escocesa, cuyo objetivo es mejorar el acceso a las oportunidades de tenis en toda Escocia.
El 7 de septiembre de 2014, Murray fue una de las participantes en la temporada 12 de Strictly Come Dancing, programa de la BBC One, junto con el bailarín profesional Anton du Beke. Sin embargo, en la octava semana en Blackpool, después de bailar un vals vienés al ritmo de " Let's Go Fly a Kite " de Mary Poppins, la pareja obtuvo una de las dos puntuaciones más bajas. Fueron eliminados por unanimidad de votos de los jueces. Escribiendo en The Daily Telegraph, Michael Hogan etiquetó su reseña del espectáculo "Por fin se hace justicia en el salón de baile cuando la popular pero rígida Sra. Murray se va de Strictly", describiendo el último baile: "Fue el mejor de los de Murray - lo que no es decir mucho, probablmente - consiguiendo sus primeros (y únicos) sietes. Estaba recibió mejor sus cuatro de Craig Revel Horwood".
En 2018, Murray apareció como concursante en The Chase Celebrity Christmas Special. En 2020, también fue concursante del Celebrity Masterchef en el Reino Unido.
Murray recibió el Premio Madre Georgina Clark 2021 de la Asociación de Tenis Femenino.
En febrero de 2021, Murray reveló que se había sometido a un estiramiento facial no quirúrgico después de que sus hijos se burlaran de ella por su "cuello de pavo".

## Doctorados Honoris Causa
Murray recibió un doctorado honoris causa de la Universidad de Edimburgo el 8 de octubre de 2013. El 22 de noviembre de 2013, Murray recibió otro de la Universidad de Stirling. Tiene otros tres títulos honoríficos en 2016: uno de la Universidad de Aberdeen, otro de la Universidad de Glasgow y un tercero de la Universidad de Abertay por su "contribución destacada al deporte británico".

## Parque de Keir
Murray trabajó en un proyecto en el que planteaba construir canchas de tenis cubiertas y al aire libre; un campo de golf de seis hoyos; un hotel de 4/5 estrellas; un parque rural; actividades de ocio en interiores; un museo de tenis y 19 casas de vacaciones todo ello en 110 hectáreas (271,8 acre) de terreno del cinturón verde en Park of Keir al sur de Dunblane y al noroeste de Bridge of Allan. El proyecto fue rechazado por el Stirling Council en diciembre de 2015.

## Publicaciones
- Knowing the Score: My Family and Our Tennis Story. Londres: Chatto & Windus, 2017. Coescrito con Alexandra Heminsley. ISBN 978-1784741792.[27]